# Бищевский сельский совет
Бищевский сельский совет (укр. Біщівська сільська рада) — входит в состав
Бережанского района
Тернопольской области
Украины.
Административный центр сельского совета находится в 
с. Бище.

## Населённые пункты совета
- с. Бище
- с. Залужье
- с. Поручин